# راشيل كوبر
راشيل كوبر (بالإنجليزية: Rachel Cooper)‏ (14 مارس 1989 بأستراليا - ) هي لاعبة كرة قدم أسترالية في مركز حراسة المرمى. لعبت مع سيدني إف سي ‏ وCentral Coast Mariners FC (women) ‏.

## وصلات خارجية
- راشيل كوبر على موقع قاعدة بيانات كرة القدم.إي يو (الإنجليزية)